# Achtunddreißig Märtyrer von Albanien

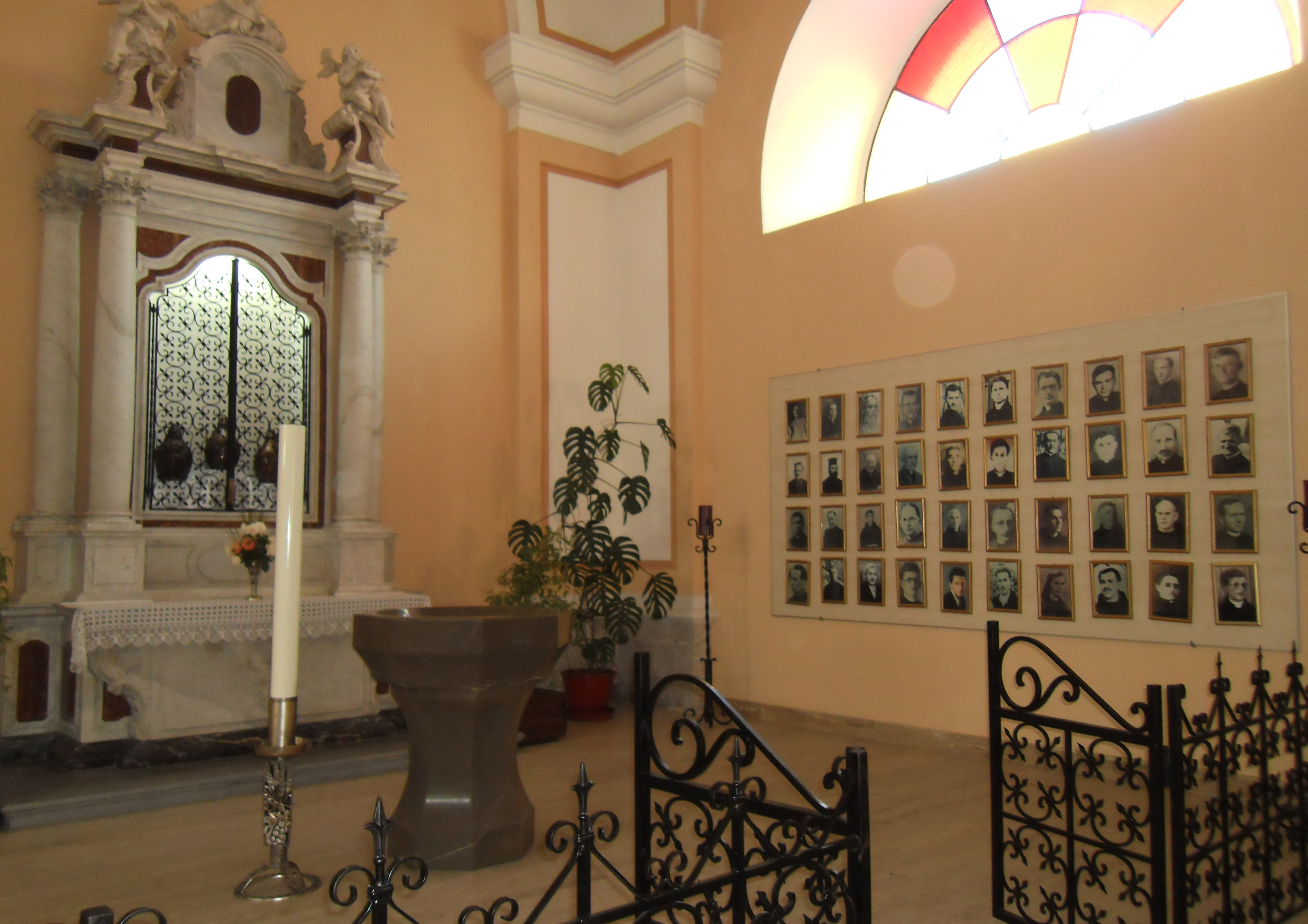
Seitenaltar in der Kathedrale von Shkodra, der den achtunddreißig Märtyrern gewidmet ist

Die Achtunddreißig Märtyrer von Albanien sind Opfer des Enver-Hoxha-Regimes in Albanien, die um ihres Glaubens willen verfolgt wurden und zwischen 1945 und 1974 starben. In der Volksrepublik Albanien, wo ein staatlich verordneter Atheismus gelebt wurde, wurden besonders Angehörige der katholischen Kirche verfolgt und ermordet. Die Seligsprechung durch den Heiligen Stuhl fand am 5. November 2016 in Shkodra statt.

## Hintergrund

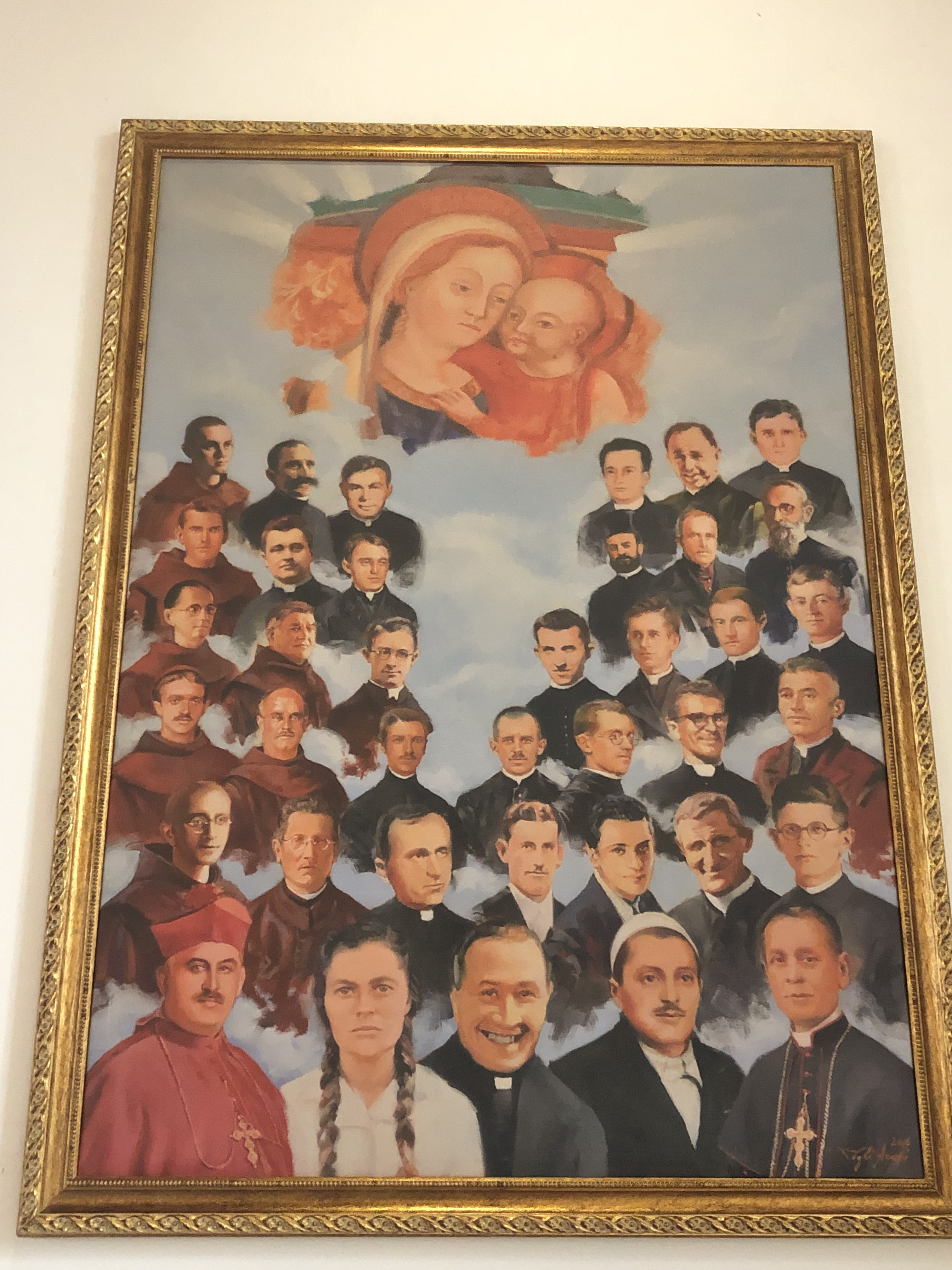
Bild der Märtyrer in der Kirche von Arrameras bei Fushë-Kruja

Nach dem Zweiten Weltkrieg wurde die katholische Kirche vom kommunistischen Regime, das nach Abzug der Wehrmacht die Macht übernommen hatte, heftigen Verfolgungen ausgesetzt. Ab 1967 wurden jegliche religiöse Aktivitäten in Albanien verboten. Schon zuvor waren Menschen, die ihren Glauben praktizierten, heftigen Repressalien ausgesetzt. Albanien wurde zum ersten offiziell atheistischen Staat der Welt. Alle Glaubenshäuser wurden geschlossen, die Besitztümer der Glaubensgemeinschaften waren schon zuvor beschlagnahmt worden. Geringste religiöse Aktivitäten wie eine privat gefeierte Taufe konnten mit dem Tod bestraft werden. Besonders häufig wurden katholische Priester, Mönche und Nonnen inhaftiert, die oft wegen schlechter Behandlung starben oder einfach verschwanden. Insgesamt sind sieben Bischöfe und 111 Priester, ein Dutzend Priesteramtskandidaten und ebenso viele Nonnen in der Haft gestorben oder exekutiert worden. Außerdem wurden rund 1800 katholische, orthodoxe und muslimische Gotteshäuser zerstört, während die anderen für neue Zwecke genutzt wurden. Enver Hoxha plante seit 1945, eine vom Papst unabhängige nationale katholische Kirche zu gründen, die er kontrollieren konnte.
Am 21. September 2014 bezeugte Ernest Simoni, der viele Jahre in Arbeitslagern inhaftiert gewesen war, gegenüber Papst Franziskus anlässlich seines Besuches in Albanien vom kommunistischen Terror: Folterung, Erschießung von Priestern und Laien, von denen viele als letzte Worte äußerten: Es lebe Jesus Christus, der König.
Die katholische Kirche und alle anderen religiösen Institutionen Albaniens konnten erst ab 1991 wiedererrichtet werden, nachdem das Regime gestürzt worden war. Seither können wieder Gottesdienste abgehalten werden und die religiösen Bewegungen können sich frei entfalten. Die Verfassung von 1998 garantiert die Menschenrechte, darunter auch die Religionsfreiheit. Der Sitz des Erzbischofs von Durrës, seit 1949 vakant, konnte 1992 wieder besetzt werden.

## Selig- und Heiligsprechung
Am 10. November 2002 eröffnete das Erzbistum Shkodra-Pult den Prozess zur Selig- und Heiligsprechung von achtunddreißig der religiös Verfolgten. Als Symbol des Wiederauflebens der Religionen in Albanien wurde diese Angelegenheit von Papst Franziskus unterstützt, der sich anlässlich der Reise nach Albanien im Jahr 2014 auch entsprechend äußerte. Damals waren die Porträts der Märtyrer entlang des Hauptboulevards von Tirana, dem Bulevardi Dëshmorët e Kombit, ausgestellt. Der Heilige Vater erwies ihnen immer wieder Ehre, als er die Straße entlang fuhr.
Am 26. April 2016, nachdem die Kongregation für die Selig- und Heiligsprechungsprozesse drei Jahre lang die Angelegenheit geprüft hatte, bestätigte Papst Franziskus, dass sie im Hass gegen den Glauben gestorben seien und erkannte ihnen den Titel Märtyrer zu. Die Seligsprechung der achtunddreißig Märtyrer erfolgte am 5. November 2016 in Shkodra. Der Präfekt der Kongregation für die Selig- und Heiligsprechungsverfahren, Kardinal Angelo Amato, leitete im Auftrag von Papst Franziskus die Feierlichkeiten.

## Liste der Märtyrer

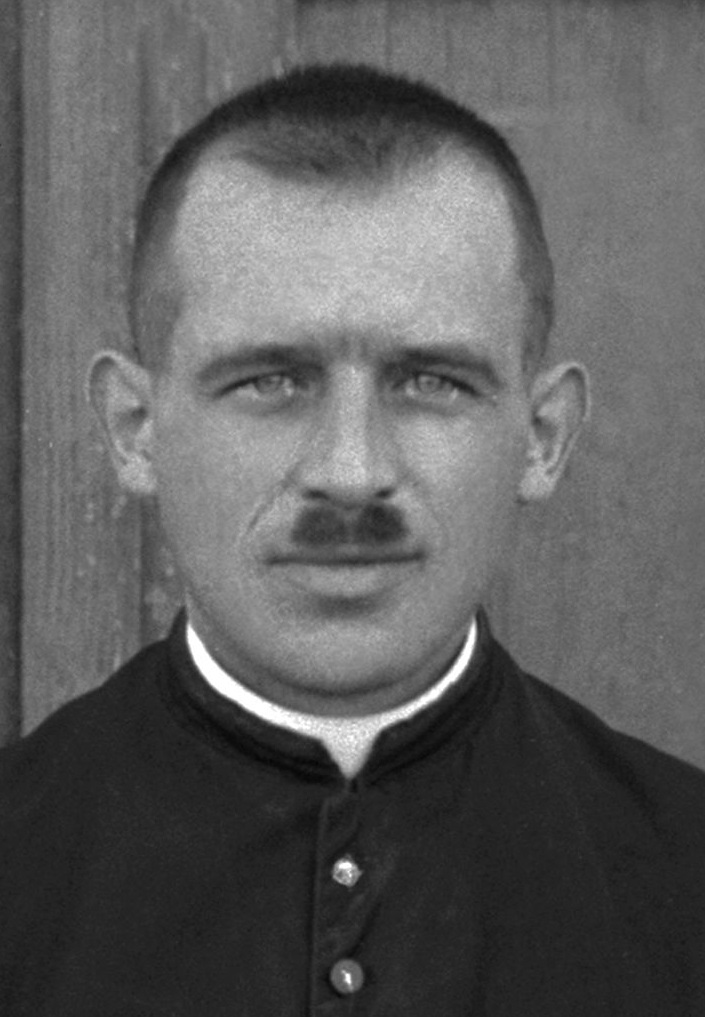
Einer der 38: Alfons Tracki

### 1945
- Lazër Shantoja (2. September 1892 – 5. März 1945), Priester des Erzbistums Shkodra-Pult
- Ndre Zadeja (3. November 1891 – 25. März 1945), Priester des Erzbistums Shkodra-Pult

### 1946
- Giovanni Fausti (19. Oktober 1899 – 4. März 1946), Jesuit
- Gjon Shllaku (27. Juli 1907 – 4. März 1946),  Franziskaner
- Daniel Dajani (2. Dezember 1906 – 4. März 1946), Jesuit
- Qerim Sadiku (12. Februar 1919 – 4. März 1946), Laie
- Mark Çuni (30. September 1919 – 4. März 1946), Seminarist
- Gjelosh Lulashi (2. September 1925 – 4. März 1946), Laie
- Alfons Tracki (2. Dezember 1896 – 18. Juli 1946), Priester im Erzbistum Shkodra-Pult
- Fran Miraka (13. August 1916 – Septembre 1946), Laie
- Josef Marxen (2. August 1906 – 16. November 1946), Priester des Erzbistums Tirana-Durrës
- Anton Zogaj (26. Juli 1908 – 31. Dezember 1946), Priester des Erzbistums Tirana-Durrës

### 1947
- Luigj Prendushi (24. Januar 1896 – 24. Januar 1947), Priester des Bistums Sapa
- Dedë Maçaj (5. Februar 1920 – 28. März 1947), Priester des Erzbistums Shkodra-Pult
- Mark Gjani (10. Juli 1914 – 1947), Priester des Erzbistums Shkodra-Pult
- Serafin Koda (25. April 1893 – 11. Mai 1947), Franziskaner
- Gjon Pantalia (2. Juni 1887 – 31. Oktober 1947), Jesuit
- Bernardin Palaj (2. Oktober 1894 – 2. Dezember 1947), Franziskaner

### 1948
- Frano Gjini (20. Februar 1886 – 11. März 1948), Bischof von Rrëshen
- Mati Prennushi (2. Oktober 1881 – 11. März 1948), Franziskaner
- Ciprian Nikaj (19. Juli 1900 – 11. März 1946), Franziskaner
- Dedë Plani (21. Januar 1891 – 30. April 1948), Priester des Erzbistums Shkodra-Pult
- Ejëll Deda (22. Februar 1917 – 12. Mai 1948), Priester des Erzbistums Shkodra-Pult
- Anton Muzaj (12. Mai 1921 – 1948), Priester des Erzbistums Shkodra-Pult
- Pjetër Çuni (9. Juli 1914 – 29. Juli 1948), Priester des Erzbistums Shkodra-Pult
- Lek Sirdani (1. März 1891 – 29. Juli 1948), Priester des Erzbistums Shkodra-Pult
- Josif Mihali (23. September 1912 – 26. Oktober 1948), Priester der Apostolischen Administratur Südalbanien

### 1949
- Jak Bushati (8. August 1890 – 12. September 1949), Priester des Erzbistums Shkodra-Pult
- Vinçenc Kolë Prenushi (4. September 1885 – 19. März 1949), Erzbischof von Durrës

### 1950er Jahre
- Gaspër Suma (23. März 1897 – 16. April 1950), Franziskaner
- Maria Tuci (12. März 1928 – 24. Oktober 1950), Laie
- Jul Bonati (24. Mai 1874 – 5. November 1951), Priester des Erzbistums Tirana-Durrës
- Karl Serreqi (2. Februar 1911 – 5. April 1954), Franziskaner
- Ndoc Suma (31. Juli 1887 – 22. April 1958), Priester des Erzbistums Shkodra-Pult
- Dedë Malaj (16. November 1917 – 12. Mai 1959), Priester des Erzbistums Shkodra-Pult

### 1960er Jahre
- Marin Shkurti (1. Oktober 1933 – 1. April 1969), Priester des Erzbistums Shkodra-Pult

### 1970er Jahre
- Shtjefën Kurti (24. Dezember 1898 – 20. Oktober 1971), Priester des Erzbistums Shkodra-Pult
- Mikel Beltoja (9. Mai 1935 – 10. Februar 1974), Priester des Erzbistums Shkodra-Pult